# Ribozima hairpin
Il ribozima hairpin (letteralmente "ribozima a forcina") è un ribozima dalla struttura secondaria molto complessa. Il core di questo ribozima include due loop non appaiati appoggiati sulle adiacenti braccia di una giunzione con quattro eliche. La giunzione non è indispensabile per l'attività, ma il ripiegamento proteico è più efficiente, se presente.